# 日本シャンバラ化計画
日本シャンバラ化計画（にほんシャンバラかけいかく）は、オウム真理教が掲げた日本における布教計画。1987年7月に発表された。

## 概要
かねてからオウム真理教の教祖である麻原彰晃は、オウム真理教に基づく理想の国「シャンバラ」を築くことを目標に掲げており、1987年7月には「日本シャンバラ化計画」が発表された。そこでは「聖なる空間」を広げることによって「聖なる人々」を育み、日本を世界救済の拠点とし「世界シャンバラ化」をも目指すと謳われていた。そして1999年までにこの計画が実現すれば、ハルマゲドンによる破局を防ぐことができるとされていた。
そのための具体的な方策として、日本のすべての主要都市に「総本部道場」ないしは支部を開設、ゆくゆくは自給自足のオウムの村「ロータス・ビレッジ」を建設するというもので、信者に「30万円以上の布施をすればイニシエーションが受けられる」として、資金を集めた。以降各地に施設を建設していったが、熊本県阿蘇郡波野村（現・阿蘇市）や長野県松本市のように対立が発生したところもあった。
公安調査庁は「全国各地に拠点を設けて、これを拡大し、我が国に麻原を独裁的主権者とする祭政一致の専制国家であるシャンバラ国の樹立を実現する」ものとしてオウム真理教の国家転覆計画の一端としたが、麻原は破防法弁明において国家転覆を意図したものではないと主張している。